# Hualahuises
Hualahuises är en ort i Mexiko.   Den ligger i kommunen Hualahuises och delstaten Nuevo León, i den centrala delen av landet, 600 km norr om huvudstaden Mexico City. Hualahuises ligger 409 meter över havet och antalet invånare är 5 439.
Terrängen runt Hualahuises är lite kuperad, och sluttar österut. Runt Hualahuises är det ganska glesbefolkat, med 29 invånare per kvadratkilometer. Närmaste större samhälle är Linares, 11,2 km öster om Hualahuises. Trakten runt Hualahuises består till största delen av jordbruksmark.